# Loxosoma cocciforme
Loxosoma cocciforme är en bägardjursart som beskrevs av Harmer 1915. Loxosoma cocciforme ingår i släktet Loxosoma och familjen Loxosomatidae. Inga underarter finns listade i Catalogue of Life.